# Dackehallen

Dackehallen, tidigare benämnd Nelson Garden Arena, är en ishall i Tingsryd i Sverige. Dackehallen är hemmaplan för Tingsryds AIF i ishockey och Tingsryds skridskoklubb.

## Historia
Hallen byggdes 1969 och invigdes av Lennart Hyland och rymmer 3650 åskådare. Hallen ägs av Tingsryds kommun. Sommaren 2010 byggdes det till en sittplatssektion på ena kortsidan samt en ståplatssektion för bortasupporters. Det byggdes även till en restaurang på andra kortsidan. Utbygget tillkom i samband med att Tingsryds AIF gick upp i Allsvenskan. Den 7 september 2011 bytte Dackehallen namn till Nelson Garden Arena. TAIF och Nelson Garden skrev ett femårigt kontrakt. I augusti 2022 löpte sponsoravtalet ut och hallen återfick sitt gamla namn igen.